# Juniperus squamata
Juniperus squamata (яловець лускатий) — вид хвойних рослин родини кипарисових. Етимологія: лат. squamatus — «луски».

## Поширення, екологія
Країни проживання: Афганістан; Бутан; Китай (Аньхой, Фуцзянь, Ганьсу, Гуйчжоу, Хубей, Цинхай, Шеньсі, Сичуань, Тибет, Юньнань); Індія (Ассам, Гімачал-Прадеш, Сіккім, Уттар-Прадеш); Непал; Пакистан; Тайвань, провінція Китаю. Поширений у субальпійському хвойному лісі й змішаних лісах; росте разом з Abies, Picea, Larix і Juniperus semiglobosa, Juniperus recurva, Juniperus saltuaria, Betula, Quercus, до субальпійських заростей Rhododendron і Juniperus або альпійських чагарників і різнотрав'я. В заростях і альпійських чагарниках зазвичай асоціюється з Juniperus indica, Juniperus pingii var. wilsonii, Berberis, Caragana (у пн.-сх. частині ареалу), Cotoneaster, Polygonum bistorta, Rhododendron, Rosa, Sorbus, Spiraea і т. д. Висотний діапазон 1340–4850 м над рівнем моря. Знаходиться на різних типах гірських порід, від вапняних до кременистих, часто переважають на морени, осипи або скелясті гряди. Клімат високий гірський і високогірний з сильним впливом мусонів, які, однак, зменшується в напрямку на північний схід ареалу.

## Морфологія
Це кущ прямовисний або розлогий; гілки висхідні або горизонтально розповсюдження. Листки ростуть по 3, голчасті, прямі або злегка зігнуті, довжиною 3,5–7 мм, шириною 1,2–1,5 мм, злегка увігнуті, з білими жилковими смуг зверху, вершини гострі або загострені. Пилкові шишки яйцеподібні, 3–4 мм. Шишки чорні або синювато-чорні при дозріванні, яйцюваті або майже кулясті, 4–8 × 4–6 мм. Насіння яйцеподібне, довжиною 3,5–6 мм, шириною 2–5 мм, хребтоподібне, з смоляними ямами. У значній мірі дводомні, з пилковими і насіннєвими шишками на різних рослинах, але іноді трапляються однодомні.

## Використання
Широко культивується як декоративна садова і трохи чагарникових і сланких форм розмножують як сорти. Форми з блискучих листям користуються величезним попитом і, відповідно, постійний потік нових сортів з цією рисою йде на ринок.

## Загрози та охорона
Перевипас субальпійських лук може загрожувати цьому виду на місцевому чи регіональному рівні, але, враховуючи його дуже широке поширення це навряд чи буде мати великий вплив на вид у цілому. Цей вид зустрічається в багатьох ПОТ.